# Матраевский район
Матраевский район БАССР был образован 20 марта 1937 года и расформирован в июле 1956 года.

## История
Центр района находился сначала в селе Матраево (Матрай), а с 1938 года — в селе Юлдыбаево (Юлдыбай).
В Матраевском районе в 11 сельсоветах было 71 населенный пункт, численность населения составляла почти 13 тысяч человек.
Постановление Всероссийского Центрального Исполнительного Комитета «Об образовании новых районов в Башкирской АССР» от 20 марта 1937 года в Башкирии были сформированы 6 новых районов: Байкибашевский, Воскресенский, Ишимбайский, Кандринский, Матраевский и Покровский.
В 1940 году в состав Матраевского района входили сельсоветы: Абдулнасыровский, Алгазинский, Валитовский, Воскресенский, Канзафаровский, Кашкаровский, Матраевский, Ново-Петровский, Сабыровский, Сидоровский, Юлдыбаевский.
В начале января 1952 года на территории Матраевского района на площади 2041 км² располагались 10 сельсоветов.
В 1952-53 гг. при разделении территории БАССР на Уфимскую и Стерлитамакскую области территория Зилаирского района вошла в состав Матраевского.
При укрупнении районов в июле 1956 года упразднены 7 районов: Абзановский, Байкибашевский, Бузовьязовский, Воскресенский, Кандринский, Матраевский, Улу-Телякский.
После упразднения Матраевского района пять его сельсоветов вошли в состав Зилаирского: Верхне-Галеевский, Воскресенский, Канзафаровский, Сабыровский, Юлдыбаевский. С января 1963 года земли бывшего Матраевского района, находившиеся в составе Зилаирского, вошли в состав Хайбуллинского района. В ноябре 1965 года Зилаирский район был вновь образован в современных границах.

## Население
По данным переписи 1939 года в Матраевском районе проживало 12 984 чел., в том числе башкиры — 67,5 %, русские — 20,3 %, украинцы — 6,0 %, мордва — 1,9 %, татары — 1,8 %, казахи — 1,3 %.

## СМИ
В районе издавалась газета «Kommunizm өsөn»/«Коммунизм өсөн» (За коммунизм) на башкирском языке.